# Hacienda San Martín
Hacienda San Martín är en ort i Mexiko.   Den ligger i kommunen Tijuana och delstaten Baja California, i den nordvästra delen av landet, 2 300 km nordväst om huvudstaden Mexico City. Hacienda San Martín ligger 275 meter över havet och antalet invånare är 327.
Terrängen runt Hacienda San Martín är kuperad österut, men västerut är den platt. Runt Hacienda San Martín är det tätbefolkat, med 913 invånare per kvadratkilometer. Närmaste större samhälle är Tijuana, 9,8 km norr om Hacienda San Martín. Omgivningarna runt Hacienda San Martín är i huvudsak ett öppet busklandskap.